# Кијатице
Кијатице (слч. Kyjatice) насељено је мјесто са административним статусом сеоске општине (слч. obec) у округу Римавска Собота, у Банскобистричком крају, Словачка Република.

## Становништво
| Година:    | 1994. | 2004.    | 2014.   | 2024.   |
| ---------- | ----- | -------- | ------- | ------- |
| Број људи: | 101   | 82       | 76      | 71      |
| Разлика:   |       | -18,81 % | -7,31 % | -6,57 % |

| Година:    | 2023. | 2024.   |
| ---------- | ----- | ------- |
| Број људи: | 68    | 71      |
| Разлика:   |       | +4,41 % |

Према подацима о броју становника из 2011. године насеље је имало 86 становника.